# ماگورا ناتیونال پارک
ماگورا ناتیونال پارک (به لاتین: Magura National Park) یک منطقهٔ مسکونی در لهستان است که در Subcarpathian Voivodeship, Poland واقع شده‌است.